# Premierzy Zjednoczonych Emiratów Arabskich

## Chronologiczna lista
| #   | Imię i nazwisko                                                | Portret | Kadencja            | Kadencja            |
| --- | -------------------------------------------------------------- | ------- | ------------------- | ------------------- |
| 1   | Maktum ibn Raszid al-Maktum مكتوم بن راشد آل مكتوم (1943–2006) |         | 9 grudnia 1971      | 25 kwietnia 1979    |
| 2   | Raszid ibn Said al-Maktum راشد بن سعيد آل مكتوم (1912–1990)    |         | 25 kwietnia 1979    | 7 października 1990 |
| (1) | Maktum ibn Raszid al-Maktum مكتوم بن راشد آل مكتوم (1943–2006) |         | 7 października 1990 | 4 stycznia 2006     |
| 3   | Muhammad ibn Raszid al-Maktum محمد بن راشد آل مكتوم (1949–)    |         | 11 lutego 2006      | nadal               |